# Geneve 9640
Il Geneve 9640 è un clone potenziato dell'home computer TI-99/4A offerto sotto forma di espansione. Fu prodotto da Myarc nel 1987 come aggiornamento del TI-99/4A dopo che Texas Instruments aveva deciso di abbandonarne lo sviluppo in favore del suo successore, il modello TI-99/8.
Il sistema è composto da una scheda elettronica che veniva inserita nella porta di espansione del TI-99/4A, a cui si andava a sostituire. La scheda integrava un chip ASIC proprietario, la nuova CPU TMS9995, la stessa del TI-99/8, operante a 12 MHz, un nuovo chip video, il Yamaha V9938 che permetteva di avere una modalità testuale a 80 colonne, e una buona dotazione di RAM. Il sistema veniva offerto con una tastiera IBM PC XT, un mouse e il sistema operativo MDOS; era garantita la compatibilità con quasi tutto il software TI.
Per ridurre la velocità del processore esisteva una modifica da applicare accanto alla porta di espansione per inserire dei tempi di attesa per la CPU così da riportare la sua velocità a quella del computer originale e permettere di mantenere la giocabilità dei giochi del TI-99/4A.
Paul Charlton progettò il computer, il chip ASIC e l'MDOS mentre la grafica con il cigno, simbolo di Myar, della schermata di avvio fu disegnata da Mi-Kyung Kim.

## Software di serie
- Cartridge Saver: permetteva di riversare su disco il contenuto di molte delle cartucce in circolazione
- GPL: ricreava un ambiente "99/4A" per far girare il software salvato con Cartridge Saver
- Advanced BASIC: ambiente BASIC con supporto alla modalità video ad 80 colonne e compatibile con il TI BASIC e il suo aggiornamento, il TI Extended BASIC
- Pascal Runtime: non pubblicato ufficialmente da Myarc
- TI-Writer Word Processor: aggiornato per supportare le 80 colonne
- Microsoft Multiplan: aggiornato per supportare le 80 colonne e la maggior memoria
- MDOS: il sistema operativo di Myarc

L'MDOS (Myarc Disk Operating System) supporta completamente il TI-99/4A, ma offriva anche un ambiente operativo con una interfaccia grafica gestibile tramite mouse e applicazioni capaci di complessi calcoli matematici. 